# Take Ten
Take Ten est un album de cool jazz enregistré en 1963 par le saxophoniste américain Paul Desmond.

## Historique

### Contexte
Tout le monde attendait que Paul Desmond trouve une suite au grand succès de Take Five, qui fut le premier morceau instrumental de jazz à se vendre à un million d'exemplaires. 
Et c'est ce qu'il a fait quatre ans plus tard, en retravaillant la mélodie pour créer Take Ten, avec un solo qui a des accents orientaux qui s'apparentent à la célèbre excursion de Desmond avec Brubeck dans Le Souk, sur l'album Jazz Goes to College en 1954.

### Enregistrement et production
Le disque est produit par George Avakian, historien du jazz, écrivain, producteur de disques et directeur artistique.
Il est enregistré par Ray Hall les 5, 10, 12, 14 et 25 juin 1963 dans les Studios Webster Hall à New York,,,.
The One I Love (Belongs to Somebody Else) est enregistré le 5 juin, Theme from "Black Orpheus" et Samba de Orfeu le 10 juin, El Prince et Alone Together le 12 juin, Embarcadero et Nancy le 14 juin et Take Ten le 25 juin.

### Publication
L'album sort en disque vinyle long playing (LP) en 1963 sur le label RCA Victor sous la référence LPM 2569 ou LSP-2569,,.

### Rééditions
L'album est réédité à de nombreuses reprises en disque vinyle LP de 1964 à 2016 par les labels RCA, Victor, RCA Victor, RCA Masters, Speakers Corner Records, Music On Vinyl et ORG Music (Original Recordings Group),.
À partir de 1986, Take Ten est publié en CD à plus de 10 reprises par les labels RCA, RCA Victor, Bluebird RCA, BMG, Sony et Columbia,.
Certaines rééditions présentent une prise alternative (alternate take) des morceaux Embarcadero et El Prince enregistrée le 12 juin.

## Description
Sur cet album, Paul Desmond  est secondé par Jim Hall à la guitare, Gene Cherico à la contrebasse et Connie Kay à la batterie,. Gene Wright joue de la contrebasse sur le morceau Take Ten.
Outre le morceau Take Ten, Desmond dévoile également, avec des morceaux comme El Prince et Embarcadero, une variante de la bossa nova qui était alors très à la mode, variante qu'il appela « bossa antigua ». Dans la notice à l'arrière de la pochette du disque vinyle original, Paul Desmond déplore la mode excessive qui s'est emparée de la bossa nova et souligne que « La sensation d'origine était tellement sauvage, subtile, délicate, mais elle s'est perdue dans l'avalanche ».
Le morceau El Prince porte le nom de Bob Prince, compositeur de jazz, chef d'orchestre, arrangeur musical et producteur de disques qui fut le coproducteur de l'album Two of a Mind qui réunissait en 1962 Paul Desmond et Gerry Mulligan. Paul Desmond, auteur de la notice originale du LP Take Ten (original liner notes) souligne que « Bob Prince a sans doute été submergé par le fait qu'une chanson porte son nom ».

## Accueil critique
Le site AllMusic attribue 4½ étoiles à Take Ten.
Le critique musical Richard S. Ginell d'AllMusic souligne qu'il « n'y a pas un seul morceau ici qui ne soit chargé d'idées ingénieusement élaborées, toujours mélodiques ».
Pour Tom Moon, auteur de 1,000 Recordings to Hear Before You Die, « les deux solistes marchent avec légèreté, enchaînant des phrases rêveuses qui aspirent au lyrisme et à la concision de la grande grande poésie ».

## Liste des morceaux
| 1.    | Take Ten                                  | Paul Desmond                                               | 3:11 |
| 2.    | El Prince                                 | Paul Desmond                                               | 3:38 |
| 3.    | Alone Together                            | Howard Dietz / Arthur Schwartz                             | 6:52 |
| 4.    | Embarcadero                               | Paul Desmond                                               | 4:07 |
| 5.    | Theme from "Black Orpheus"                | Luiz Bonfá / Luigi Creatore / Antônio Maria / Hugo Peretti | 4:14 |
| 6.    | Nancy (With the Laughing Face)            | James Van Heusen / Phil Silvers                            | 6:05 |
| 7.    | Samba de Orfeu                            | Luiz Bonfá                                                 | 4:29 |
| 8.    | The One I Love (Belongs to Somebody Else) | Isham Jones / Gus Kahn                                     | 5:37 |
| 37:25 |                                           |                                                            |      |

## Musiciens
- Paul Desmond : saxophone alto
- Jim Hall : guitare
- Gene Cherico : contrebasse
- Gene Wright : contrebasse (sur Take Ten)
- Connie Kay : batterie